# Pouillot modeste
Phylloscopus neglectus
Espèce
Répartition géographique
Statut de conservation UICN

 LC  : Préoccupation mineure
Le Pouillot modeste (Phylloscopus neglectus) est une espèce de passereaux appartenant à la famille des Phylloscopidae.